# Jean François Etienne Autié
Pour les articles homonymes, voir Autié.
Jean François Étienne Autié, né le 10 juin 1771 à Villeneuve-lès-Béziers dans l'Hérault et mort le 5 mars 1811 à Chiclana de la Frontera, en Espagne, est un colonel français de la Révolution et de l’Empire.

## Biographie

### Du simple soldat au colonel du8ede ligne
Il entre en service le 1er septembre 1791 comme soldat dans le 1er bataillon de volontaires de l’Hérault et fait la campagne de 1792 à l’armée des Alpes sous les ordres du général Anselme. Le 6 mai 1793, il est élu par ses camarades au grade de capitaine pour servir au 5e bataillon de volontaires de l’Hérault, devenu 18e demi-brigade légère en 1796. De 1793 à l’an III, il participe au siège de Toulon, puis à la campagne des Pyrénées orientales où il est employé comme capitaine adjoint à l’état-major le 4 janvier 1794 et comme capitaine adjoint aux adjudants-généraux le 20 avril suivant.
Le 14 juillet 1795, il est chargé par le général Sauret de porter à un général de brigade l’ordre d’attaquer les retranchements de Saint-Clément, près de Roses, avec un bataillon de la Gironde, trois compagnies de grenadiers du régiment d'Aquitaine et 200 hussards de Bercheny. Le général, croyant ces forces insuffisantes pour tenter une pareille attaque, refuse d’exécuter l’ordre transmis. Le capitaine Autié s’adresse alors au capitaine Breda, commandant les compagnies de grenadiers, et l’invite à enlever les retranchements ennemis avec ses hommes. Ce dernier accepte cette mission et, accompagné du capitaine Autié, s'avance à la tête de ses hommes qui franchissent les palissades et prennent les positions espagnoles défendues par un bataillon des gardes wallonnes. Cette action hardie est mise à l’ordre de l’armée et le capitaine Autié est cité comme s'étant particulièrement distingué. Il est nommé capitaine aide de camp du général Ménard le 3 juillet 1796 à l’armée d’Italie. Le 26 janvier 1797, il prend la tête des grenadiers de la 25e demi-brigade d’infanterie et franchit l’un des premiers le pont de Carpenedolo défendu par deux pièces d'artillerie et 3 000 Autrichiens. Après un combat féroce, ces derniers sont battus et perdent dans cette affaire 200 tués ou blessés ainsi que 900 prisonniers. Sa brillante conduite lors de cette journée vaut à Autié le grade de chef de bataillon aide de camp qui lui est conféré le 31 janvier suivant.
En l’an VI, il passe à l’armée d’Helvétie avec le général Ménard pour soutenir l'insurrection du pays de Vaud contre le canton de Berne. Il fait les campagnes de l’an VII et de l’an VIII, aux armées du Rhin et du Danube. Il se distingue à plusieurs occasions, notamment lors du passage de la Limath, ce qui lui vaut le grade de chef de brigade que lui confère le général Masséna le 27 septembre 1799. Il est confirmé dans son grade le 28 mars 1800 par le Premier consul. Le gouvernement de Ligurie, reconnaissant des services rendus par le chef de brigade Autié, lui accorde en récompense une somme de 3 000 francs mais ce dernier refuse et accepte à la place un sabre gravé à ces mots : « Le gouvernement ligurien, au chef de brigade Autié ». Le 5 octobre 1803, il est nommé colonel du 8e régiment d’infanterie de ligne et rejoint son régiment à l’armée de Hanovre, commandée par le général Bernadotte. Il est fait chevalier de la Légion d’honneur le 11 décembre 1803 et officier de l’ordre le 14 juin 1804. 
Lors d'une revue à Hanovre en septembre 1804, le général Rivaud de La Raffinière écrit à propos du colonel Autié : « a de la facilité et de l'activité, mais la tête légère et commande son régiment en petit despote ».

### Tué au combat
Employé au camp de Montreuil en l'an XIII, il fait avec la 1re division du 1er corps de la Grande Armée les campagnes de l’an XIV à 1807 en Autriche, en Prusse et en Pologne. Il se distingue particulièrement le 2 décembre 1805 à la bataille d’Austerlitz. En 1808, il rejoint l'armée d’Espagne et est créé baron de l'Empire le 11 août 1808, avant d'être promu commandeur de la Légion d'honneur le 22 novembre suivant. Il est tué le 5 mars 1811 à la bataille de Chiclana, au moment où il se précipite sur les bataillons anglais.

## Dotation
- Le 11 août 1808, donataire d’une rente de 4 000 francs sur les biens réservés en Westphalie.

## Armoiries
| Figure | Nom du baron et blasonnement |
| ------ | --- |
|        | Armes du baron Jean François Étienne Autié et de l'Empire, décret du 19 mars 1808, lettres patentes du 11 août 1808, commandeur de la Légion d'honneur D'azur, au lion rampant d'or, tenant entre ses dents un sabre à lame de gueules et poignée d'argent; quartier des barons militaires. Livrées : les couleurs de l'écu. |